# Tekuder

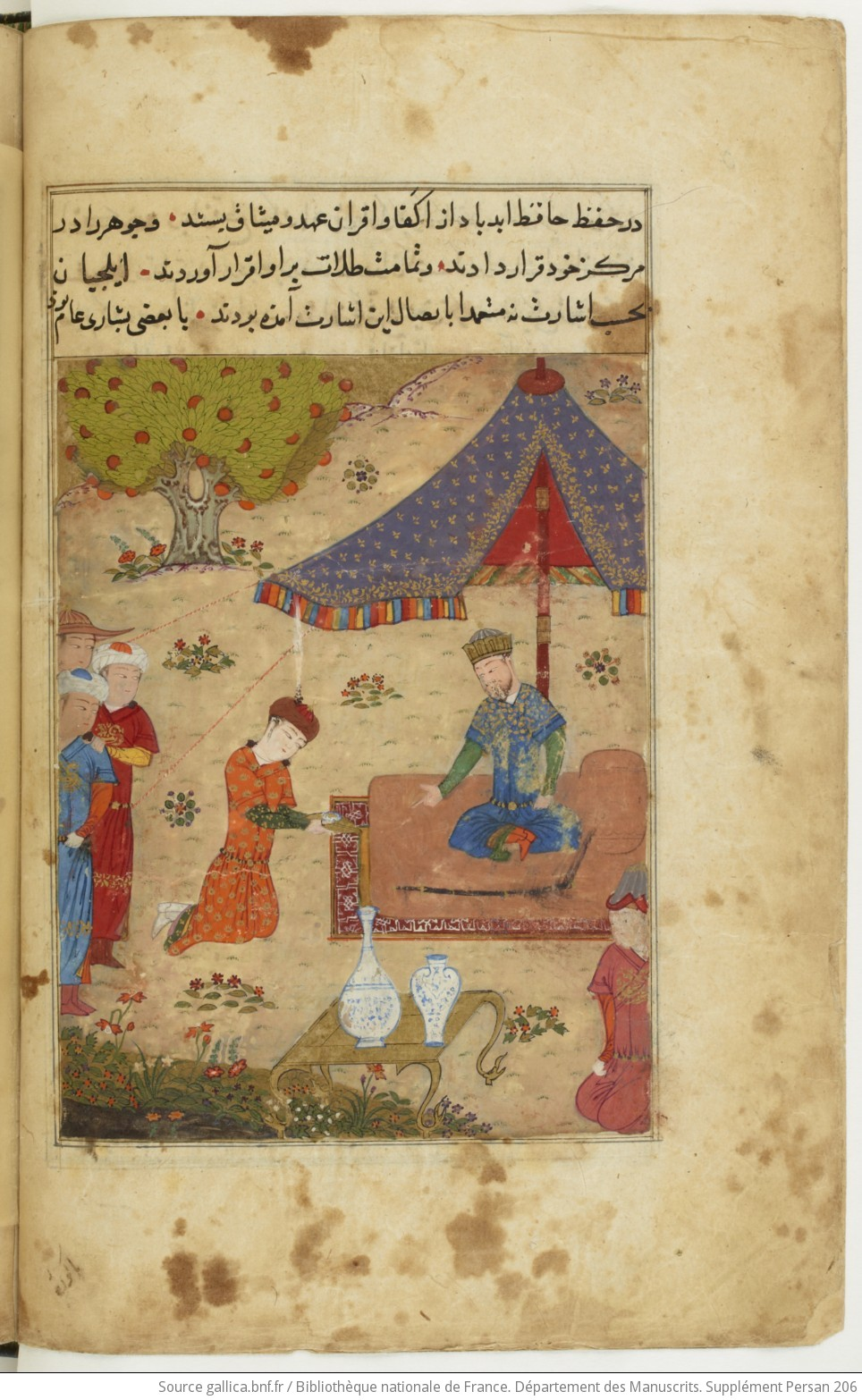
Tekuder empfängt eine Botschaft. (Tārīch-i Dschahānguschāy von Dschuwaini)

Ahmed Tekuder (mongolisch Төгөлдөр Tögöldör, auch als Sultan Ahmad bekannt; * um 1247; † 10. August 1284) war ein Sultan der Ilchane, der Sohn Hülegüs und Bruder Abaqas. Er folgte Abaqa Khan auf den Thron und regierte von 1282 bis zu seinem Sturz 1284.
Getauft als nestorianischer Christ unter dem Namen Nicholas Tekuder (mongolisch Tegüder für Perfekt), konvertierte er später zum Islam und nahm den Namen Ahmed Tekuder an. Seine Wahl zum Ilchan verlief einspruchslos, da er der Ältere war und keiner seiner Rivalen auf die Situation vorbereitet war. Kurz nach seiner Thronbesteigung gab er den Übertritt zum Islam bekannt, führte zudem nach eigener Aussage die Schari'a wieder ein, gab den frommen Stiftungen ihre früheren Rechte zurück und ermutigte Pilgerreisen. Seine Regierung leiteten die Dschuwaini, vor allem Schams ad-Din Dschuwaini. In der Absicht, den Buddhismus und Nestorianismus zu beschränken, war er zwar bestrebt, Kirchen in Moscheen umzuwandeln, aber in seinem Glauben laut Bar-Hebraeus verhältnismäßig tolerant.
Ahmed Tekuder stieß allerdings schnell auf Widerspruch in seiner Verwandtschaft. Einer seiner Brüder erhob sich und wurde hingerichtet, und auch sein Neffe Arghun (Sohn Abaqas, ein Buddhist) stiftete Unruhe im Zweistromland. Daraufhin fasste Ahmed Tekuders engste Gefolgschaft (Alinaq, Dschuwaini) einen Rundumschlag gegen potentielle Unruhestifter ins Auge und mobilisierte dafür auch ein Heer. Viele Große wurden unsicher und nahmen Kontakt zu Arghun auf, der damals der Statthalter Chorasans war.
Der Krieg mit seinem Neffen ging zunächst zu Gunsten des Ilchans aus, denn Arghun musste sich nach einer Schlacht bei Habusan in der Nähe von Rey zurückziehen und konnte schließlich vor der Bergfestung Kalat zur Kapitulation gezwungen werden. Aber Ahmed Tekuder zögerte Arghuns Hinrichtung hinaus und wurde schnell das Opfer eines Staatsstreiches. Innerhalb einer Nacht wurde ein Großteil seiner engsten Gefolgsleute ermordet und er verlor den Rückhalt im Reich. Nach erfolgloser Flucht wurde er (wahrscheinlich) am 10. August 1284 hingerichtet.
Die Außenpolitik Ahmed Tekuders war aufgrund der Kürze und der Unsicherheit seiner Regierungszeit ereignisarm. Er unterrichtete den Mameluken-Sultan Ägyptens in zwei Gesandtschaften über seinen Religionswechsel und bot ihm Frieden an, kam aber zu keinem Ergebnis.

## Weblink
- P. Jackson: AḤMAD TAKŪDĀR. In: Ehsan Yarshater (Hrsg.): Encyclopædia Iranica. (englisch, iranicaonline.org – mit Literaturangaben).